# Excisivalgus csikii
Excisivalgus csikii är en skalbaggsart som beskrevs av S. Endrödi 1952. Excisivalgus csikii ingår i släktet Excisivalgus och familjen Cetoniidae. Inga underarter finns listade i Catalogue of Life.